# Лоуъл
Лоуъл (на английски: Lowell) е град в Масачузетс, Съединени американски щати, административен център на окръг Мидълсекс, заедно с Кеймбридж. Разположен е на река Меримак, на 35 km северозападно от Бостън. Населението му е около 105 000 души.

## Личности
Родени
- Джеймс Уистлър (1834-1903), художник
- Бети Дейвис (1908-1989), актриса
- Джак Керуак (1922-1969), писател
- Ричард Линехан (р. 1957), астронавт
- Скот Граймс (р. 1971), актьор